# Ali El Deen Hilal Dessouki
Ali El Deen Hilal Dessouki  (arabisch علي الدين هلال دسوقي, DMG ʿAlī ad-Dīn Hilāl Dasūqī; * 1950) ist ein ägyptischer Politiker, Publizist und Professor der Politikwissenschaft an der Universität Kairo, Mitglied des Madschlis asch-Schura und der NDP. Er ist Vorsitzender des Ausschusses für Politische Wissenschaft des Obersten Rates für Kultur, Mitglied des Kuratoriums des National Center for Social Studies und Chefredakteur der vierteljährlich erscheinenden Zeitschrift sl Nahda (Renaissance).

## Leben
Hilal Dessouki lehrte als Gastprofessor an der Amerikanischen Universität Kairo, der University of Calgary, der University of California, Los Angeles und an der Princeton University.
1991 war er ägyptischer Delegierter bei der Madrider Konferenz und bei den Vorgesprächen zum Oslo-Friedensprozess im Januar 1993 in Moskau. Er gründete die ägyptische Menschenrechtsorganisation „Egyptian Association of Human rights“ und bekleidete von 1976 bis 1987 das Amt des Vizepräsidenten, ist Mitglied des Arab Reform Forum, das von der Bibliotheca Alexandrina organisiert wird.

## Journalistische Tätigkeit
Von 1978 bis 1992 schrieb er für die Vierteljahresschrift „Cairo Papers in Social Science“ der Amerikanischen Universität Kairo, von 1981 bis 1986 für das „International Journal of Middle East Studies“ und von 1993 bis 1996 für das "Journal of Contingencies and Crisis Management".

## Ägyptischer Sport- und Jugendminister
Hilal Dessouki war ab 5. Oktober 1999 im Kabinett Abaid Sport- und Jugendminister. Im Mai 2004 berichtete Sepp Blatter, dass 24 Wahlmänner der FIFA in Zürich entschieden haben, dass die Weltmeisterschaft 2010 in Südafrika ausgetragen wird. Für Ägypten als Austragungsort hatte kein Wahlmann gestimmt. Hilal Dessouki erklärte gegenüber den Medien, dass ihm Mitglieder der FIFA ihr Votum für Ägypten um Preis von 67 Millionen USD angeboten hätten, er aber abgelehnt habe, eine ehrenhafte Entscheidung, die keine Rücksicht auf potentielle wirtschaftliche oder politische Profiteure einer Weltmeisterschaftsaustragung in Ägypten nahm. Am 9. Juli 2004 ernannte Husni Mubarak das Kabinett Nazif, in dem Hilal Dessouki kein Amt mehr hatte.
Hilal Dessouki erklärte, dass Barack Obama mit seiner Rede in Kairo am 4. Juni 2009 die Sympathien vieler Muslimen gewonnen habe. Gegenüber Margaret Scobey, der US-amerikanischen Botschafterin in Ägypten, erklärte er im Juli 2009, dass das ägyptische Militär einen sanften Machtwechsel auch an einen Zivilisten mittragen würde.

## Auszeichnungen
- 1979 Staatsmedaille des ägyptischen Staates für das beste Buch über Politikwissenschaft.[8]

## Publikationen (Auswahl)
Er veröffentlichte in arabischer und englischer Sprache zu Fragen der politischen Entwicklung und des sozialen Wandels in der arabischen Welt.
- Islam and Power
- Egypt and the great powers
- Islamic Resurgence in the Arab World. New York 1982.
- The future of the Arab Nation, Egypt’s Economic Potential
- The Foreign Policies of Arab States. Boulder, Colo.: Westview Press, 1984.
- Mit J. Matar, al-Nizam al-ialimi al-'Arabi: The Arab Regional System.

| Vorgänger | Amt | Nachfolger                |
| --------- | --- | ------------------------- |
| —         | Mitglied der UN-Sonderberichterstatter Expertengruppe für Abrüstung und Entwicklung 1979 bis 1980                                   | —                         |
| —         | Mitglied des ACLS / Social Science Research Council Ausschuss zu vergleichende Studien zu muslimischen Gesellschaften 1988 bis 1991 | —                         |
| —         | Mitglied des UN-Instituts für Abrüstungsforschung 1991 bis 1992                                                                     | —                         |
| —         | Mitglied des Internationalen Instituts für Strategische Studien 1983 bis 1992                                                       | —                         |
| —         | Direktor des Zentrums für Politische Studien und Forschung an der Universität Kairo 1986 bis 1993                                   | —                         |
| —         | Generalsekretär des Obersten Rats der Universitäten 1992 bis 1996                                                                   | —                         |
| —         | Dekan der Fakultät Wirtschafts- und Politikwissenschaft der Universität Kairo 1993 bis 1999                                         | —                         |
| —         | Ägyptischer Sport- und Jugendminister 5. Oktober 1999 bis 9. Juli 2004                                                              | Anas Ahmed Nabih El-Fiqqi |
| —         | Präsident der Arabischen Vereinigung für Politische Wissenschaft 2004 bis 2007                                                      | —                         |